# Menecle
Menecle, noto anche con lo pseudonimo di Callicrate (in greco antico: Μενεκλῆς?, Meneklês; fl. II o I secolo a.C.), è stato uno scrittore greco antico.
Menecle fu autore di un'opera periegetica su Atene, della quale ci è giunto soltanto qualche frammento.
(Menecle, Periegesi su Atene)
Egli infatti scrive:
Di Menecle, Filocoro scrive nel suo Atthìs che egli avrebbe potuto far riferimento a un villaggio all'epoca omonimo del porto di Cantaro illustrato nell'opera di Menecle.